# Meißen őrgrófjainak listája
A Meißeni őrgrófság a Német Birodalom határán elhelyezkezdő állam volt, amelyet 965-ben I. Ottó német-római császár alapított.

## Őrgrófok
| Név                                                      | Uralkodás                               | Megjegyzés                                            |
| -------------------------------------------------------- | --------------------------------------- | ----------------------------------------------------- |
| Vegyesházi uralkodók (965 – 1123)                        |                                         |                                                       |
| Wigbert                                                  | őrgr.: 965, †976                        |                                                       |
| I. Thietmar (*925 k.)                                    | őrgr.: 976, †979. augusztus 3.          | Merseburg őrgrófja is.                                |
| Gunther                                                  | őrgr.: 981, †982                        | Merseburg őrgrófja is.                                |
| Rikdag                                                   | őrgr.: 979, †985                        | 982-től Merseburg őrgrófja is.                        |
| I. Ekkehard (*960 k.)                                    | őrgr.: 985, †1002. április 30.          | Gunther fia.                                          |
| Gunzelin (*965 k.)                                       | őrgr.: 1002–1009, †1017 körül           | I. Ekkehard testvére.                                 |
| I. Hermann (*980)                                        | őrgr.: 1009–1031, †1038. november 1.    | I. Ekkehard fia.                                      |
| II. Ekkehard (*985)                                      | őrgr.: 1032, †1046. január 24.          | II. Hermann testvére.                                 |
| I. Vilmos                                                | őrgr.: 1046, †1062                      |                                                       |
| I. Ottó                                                  | őrgr.: 1062, †1067 eleje                |                                                       |
| I. Ekbert                                                | őrgr.: 1067, †1068. január 11.          |                                                       |
| II. Ekbert (*1059/1061)                                  | őrgr.: 1068–1089, †1090. július 3.      |                                                       |
| Vratiszláv                                               | őrgr.: 1076, †1089                      |                                                       |
| I. (Idősebb) Henrik (*1070)                              | őrgr.: 1089, †1103                      |                                                       |
| II. (Ifjabb) Henrik (*1103)                              | őrgr.: 1103, †1123 szeptembere/októbere |                                                       |
| II. Wiprecht (*1050 k.)                                  | őrgr.: 1123, †1124. május 22.           |                                                       |
| II. (Winzenburgi) Hermann                                | őrgr.: 1124, †1129                      | A Formbach grófok családjából                         |
| Wettin-ház (1123 – 1425)                                 |                                         |                                                       |
| (Nagy) Konrád (*1097/1098)                               | őrgr.: 1123–1156, †1157. február 5.     |                                                       |
| II. (Gazdag) Ottó (*1125)                                | őrgr.: 1156, †1190. február 18.         | Konrád fia.                                           |
| I. (Büszke) Albert (*1158)                               | őrgr.: 1190, †1195. június 24.          | II. Ottó fia.                                         |
| (Várvívó) Dietrich (*1162. március 11.)                  | őrgr.: 1198, †1221. január 18.          | II. Ottó fia.                                         |
| III. (Előkelő) Henrik (*1216)                            | őrgr.: 1221, †1288. február 15.         | Dietrich fia. Türingiai tartománygróf is.             |
| II. (Elfajzott) Albert (*1240)                           | őrgr.: 1288–1291, †1314. november 20.   | III. Henrik fia.                                      |
| Tuta Frigyes (*1269)                                     | őrgr.: 1288, †1291. augusztus 16.       | III. Henrik fiúági unokája.                           |
| I. (Bátor) Frigyes (*1257)                               | őrgr.: 1291, †1323. november 16.        | II. Albert fia.                                       |
| II. (Komoly) Frigyes (*1310. november 30.)               | őrgr.: 1323, †1349. november 18.        | I. Frigyes fia.                                       |
| III. (Szigorú) Frigyes (*1332. december 14.)             | őrgr.: 1349, †1381. május 21.           | II. Frigyes fia.                                      |
| II. (Egyszemű) Vilmos (*1343. december 19.)              | őrgr.: 1382, †1407. február 9.          | II. Frigyes fia.                                      |
| György (*1380)                                           | őrgr.: 1382, †1401. december 9.         | III. Frigyes fia.                                     |
| IV. (Harcias) Frigyes (*1370. április 11.)               | őrgr.: 1407–1425, †1428. január 4.      | III. Frigyes fia. Szász választófejedelem: 1423–1428. |
| III. (Gazdag) Vilmos (*1371. április 23.)                | őrgr.: 1407, †1425. március 30.         | III. Frigyes fia.                                     |
| 1425 után a szász választófejedelem viselte a tisztséget |                                         |                                                       |

## Külső hivatkozások
- Meißeni őrgrófok (német)